# Zlatarić
Zlatarić (em cirílico: Златарић) é uma vila da Sérvia localizada no município de Valjevo, pertencente ao distrito de Kolubara. A sua população era de 404 habitantes segundo o censo de 2011.

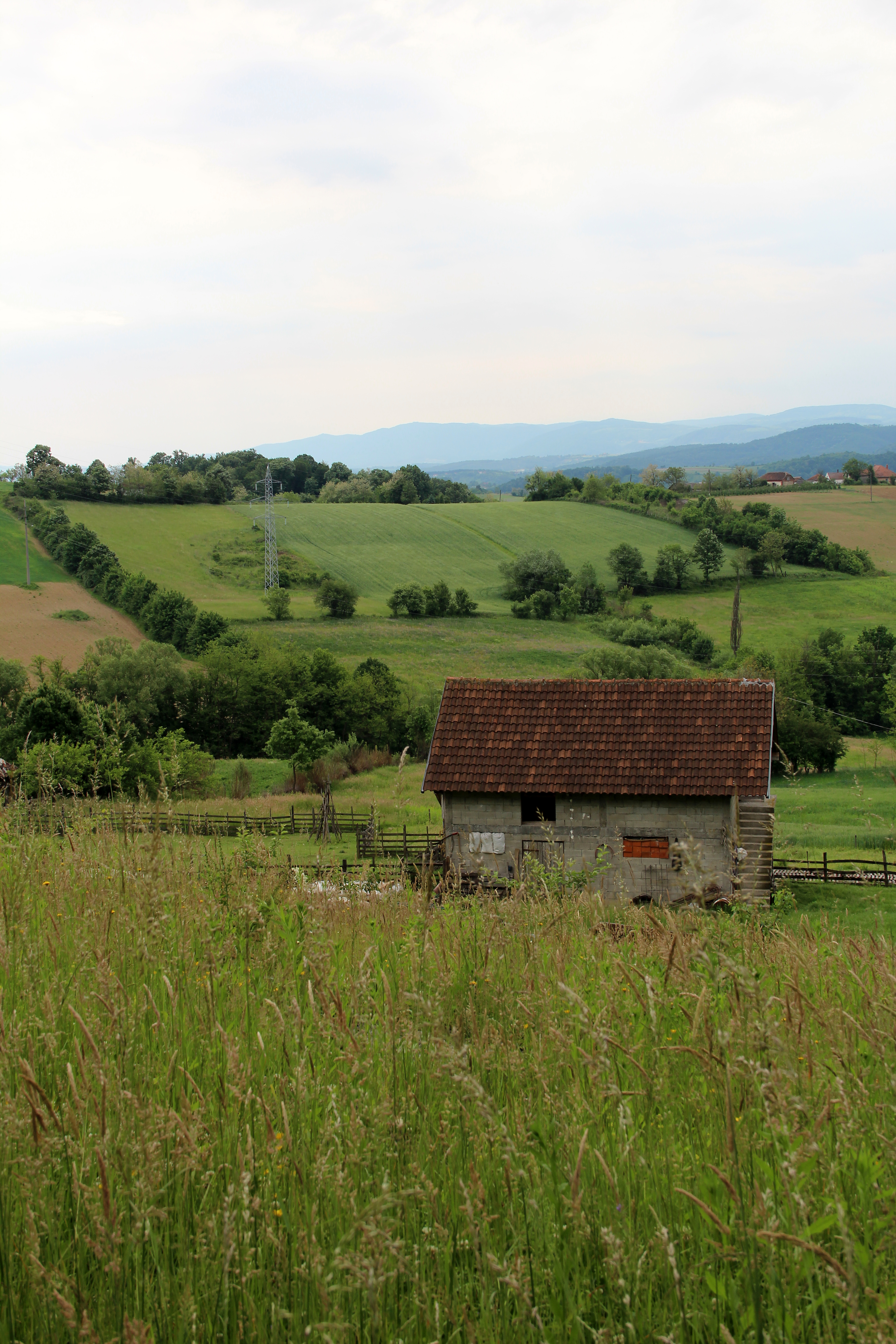
Zlataric vila - panorama
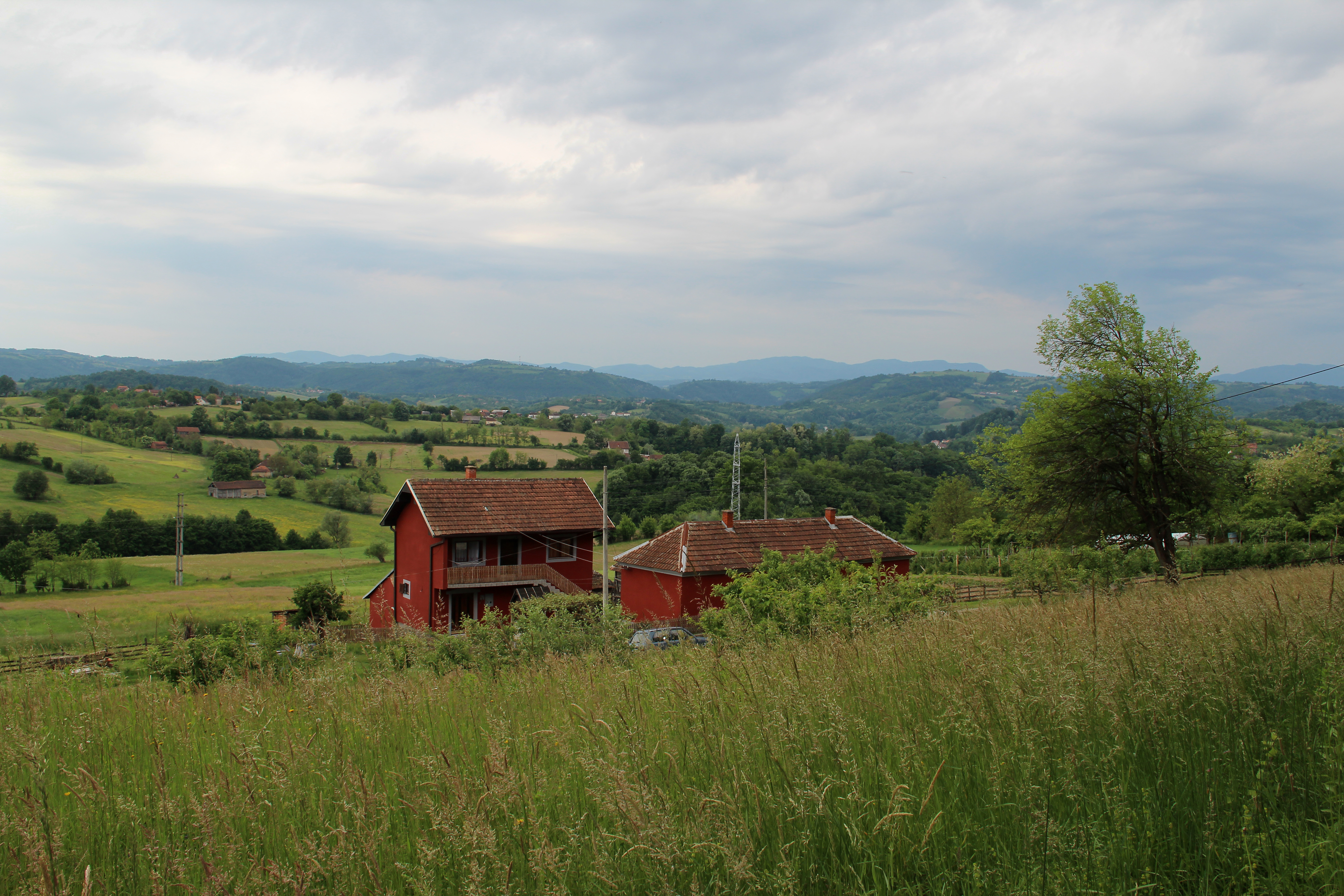
Zlataric vila - panorama
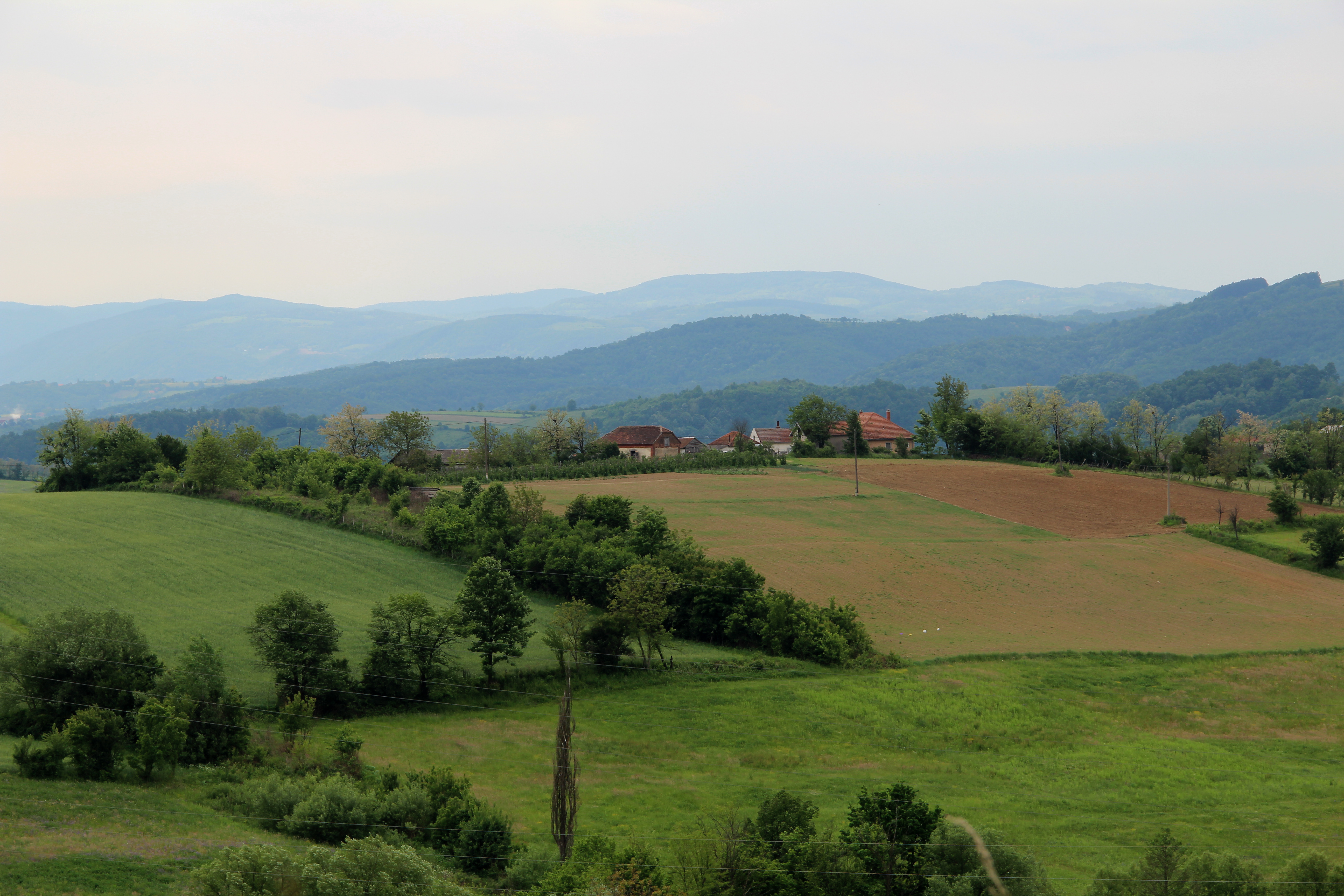
Zlataric vila - panorama
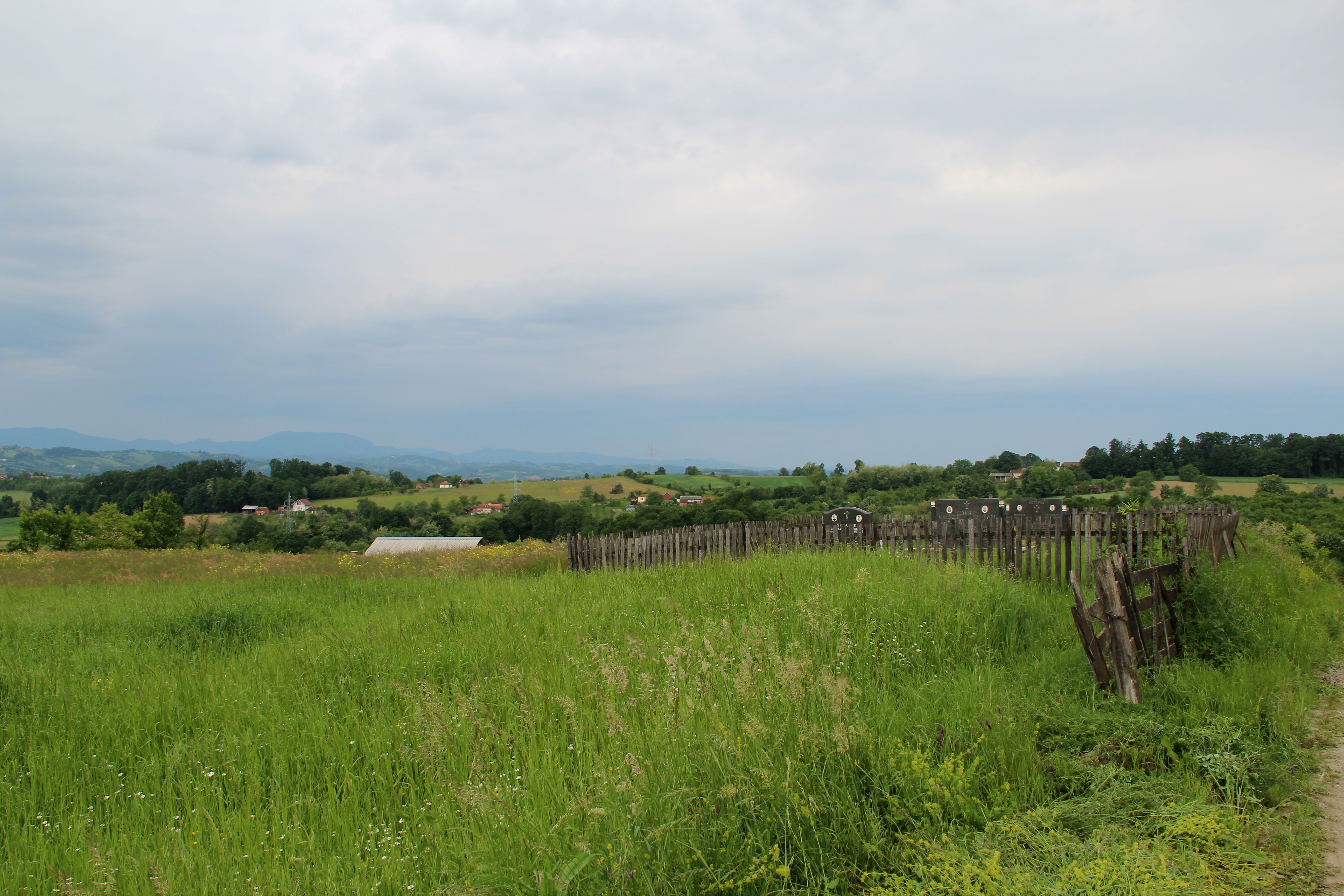
Zlataric vila - panorama
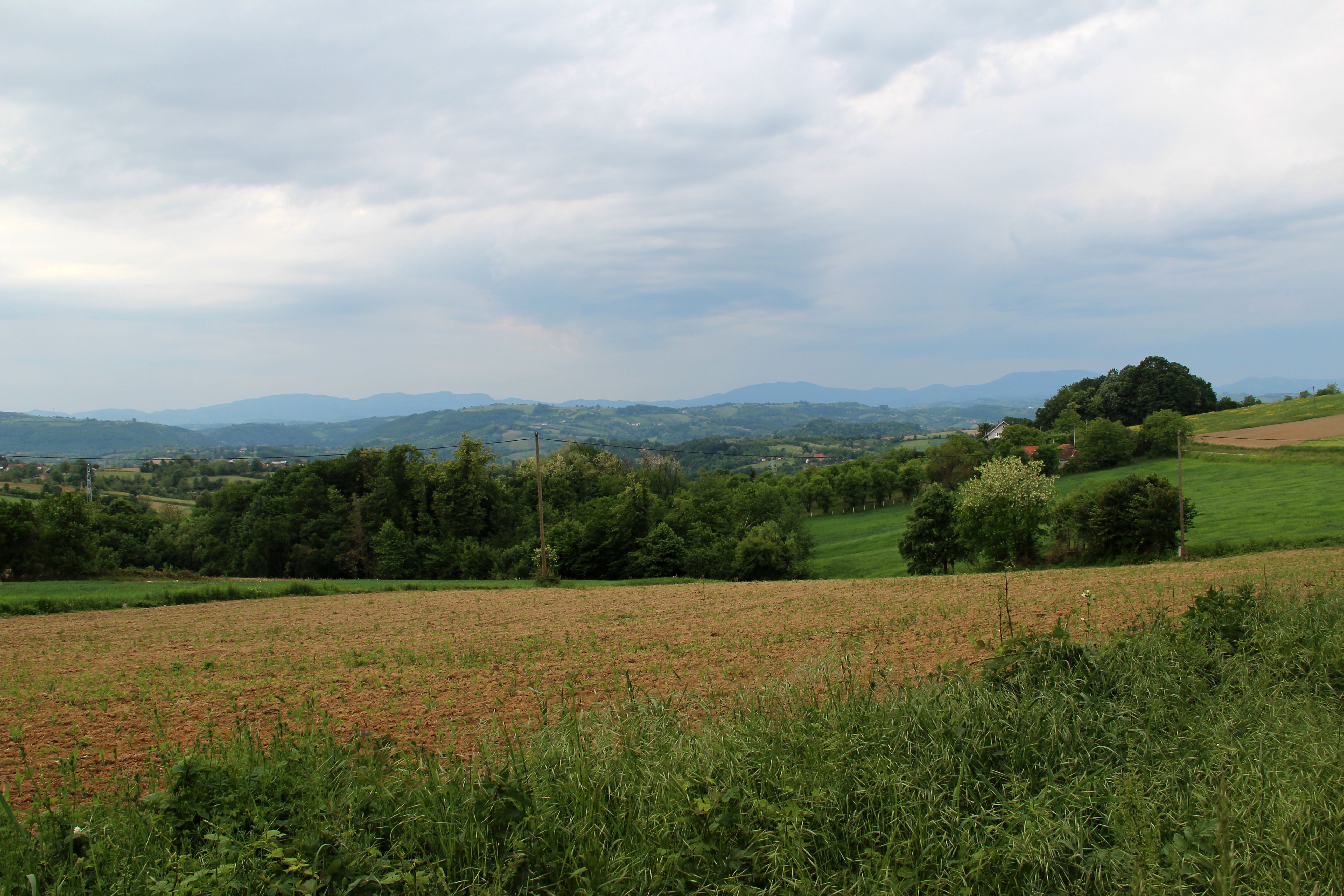
Zlataric vila - panorama
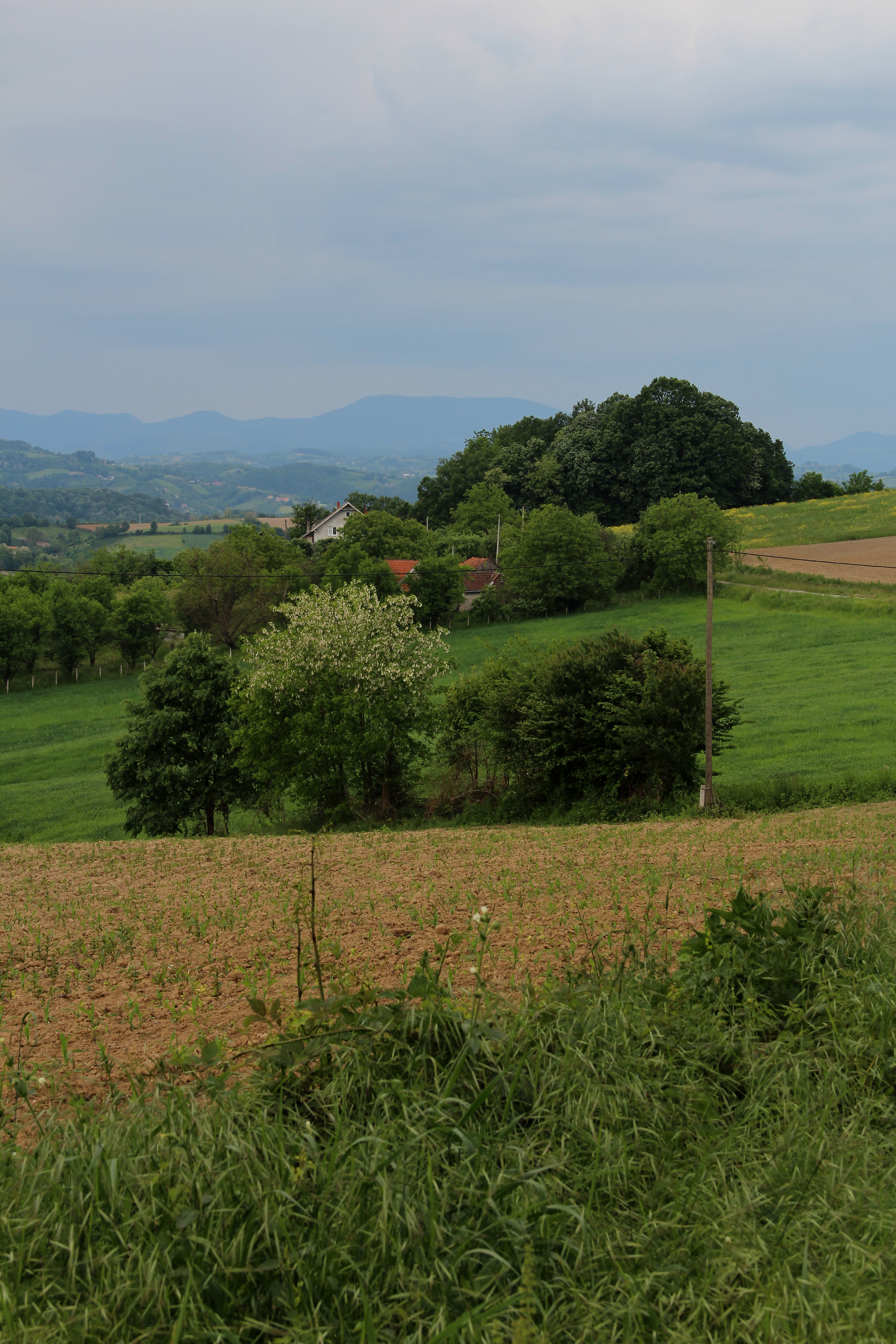
Zlataric vila - panorama
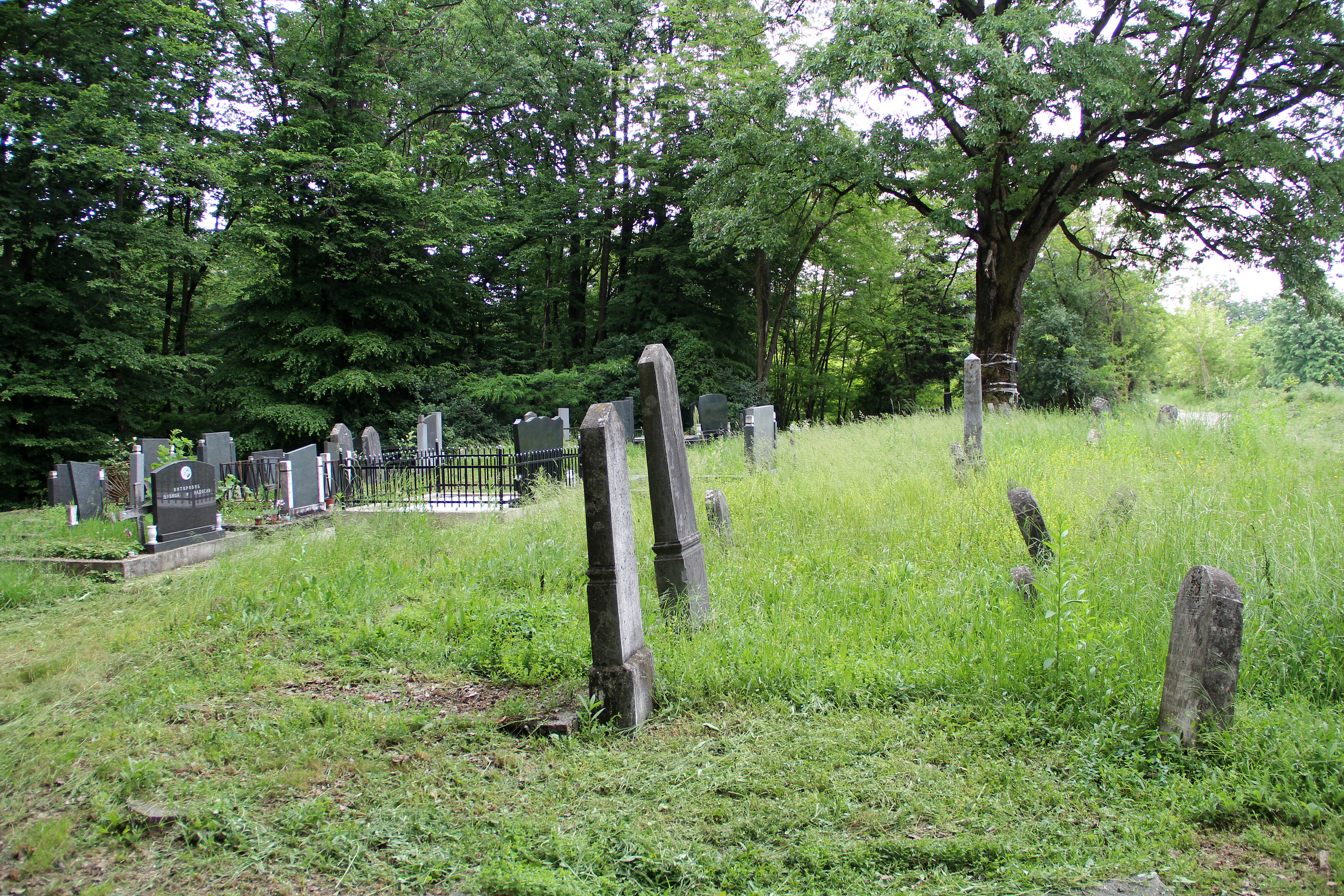
vila Zlataric - cemitério da aldeia

## Demografia
| 1948 | 1953 | 1961 | 1971 | 1981 | 1991 | 2002 | 2011 |
| ---- | ---- | ---- | ---- | ---- | ---- | ---- | ---- |
| 641  | 643  | 687  | 596  | 563  | 529  | 486  | 404  |